# هوپشت‌آبششان
هوپشت‌آبششان (انگلیسی: Euopisthobranchia) یک تبارشاخه (کلاد) از نرم‌تنان دریایی است که شامل طیف وسیعی از گونه‌ها مانند حلزون‌های دریایی و لیسه‌های دریایی می‌شود. این کلاد بر اساس داده‌های مولکولی تعریف شده و شامل گروه‌های زیر است:
- Pteropoda (پروانه‌های دریایی): نرم‌تنان پلانکتونی که با استفاده از باله‌های جانبی پهن خود شنا می‌کنند.
- Cephalaspidea (حلزون‌های حبابی و لیسه‌های سرپوش‌دار): این گروه دارای سری پهن و سپر مانند است که برای حفر شن استفاده می‌شود.
- Aplysiida (خرگوش‌های دریایی): این گروه از نرم‌تنان دارای بدنی نرم و صدفی کاهش یافته هستند و با غدد دفاعی و یک سنگدان مری مشخص می‌شوند.
- Umbraculoidea (حلزون‌های چتری): این گروه دارای صدفی نازک و آبشش‌های پَر مانند در سمت چپ بدن هستند.
- Runcinoidea (راب‌های دریایی): این گروه شامل راب‌های کوچک و مسطح است که بیشتر پشت آن‌ها توسط یک نوتوم (پوشش پشتی) بدون تقسیم پوشیده شده است.

Euopisthobranchia یک گروه متنوع از نرم‌تنان دریایی است که نقش مهمی در اکوسیستم‌های دریایی ایفا می‌کنند. آن‌ها به عنوان شکارچی، طعمه و تجزیه‌کننده عمل می‌کنند و به حفظ تعادل اکوسیستم کمک می‌کنند.